# Британская Восточная Африка
Британская восточная Африка или Восточно-Африканский протекторат — территория в восточной Африке, состоявшая под протекторатом Великобритании в период 1895—1920 годов.

## История
Европейские миссионеры начали проникать в земли между Момбасой и Килиманджаро с 1840-х годов. На завершившейся в 1885 году Берлинской конференции было достигнуто соглашение о том, что британская сфера влияния в Восточной Африке будет простираться от реки Джубба до Германской Восточной Африки. Формально эта территория принадлежала султанату Занзибар, и Великобритания в 1888 году получила прибрежную полосу в аренду от султана, а для её развития была создана Имперская Британская Восточно-Африканская Компания. Однако в 1894 году компания обанкротилась, и британское правительство объявило территорию протекторатом с администрацией в Момбасе, а управлять территорией стал Форин-офис.
В 1895 году было начато строительство железной дороги от Момбасы до Кисуму, которое было закончено в 1901 году — это стало началом Угандийской железной дороги.
В 1902 году администрирование территории было вновь передано министерству по делам колоний, а подконтрольная администрации территория была расширена вглубь континента, включив территорию современной Уганды. Был создан Восточно-Африканский синдикат (подразделение Южно-Африканской компании), получивший 500 квадратных миль земли для организации переселения сюда фермеров. В 1905 году органы администрации переехали из Момбасы в Найроби. Приезд переселенцев вызвал трения с местным африканским населением.
В годы Первой мировой войны район Угандийской железной дороги стал зоной боёв с силами Германской Восточной Африки. После войны поселенцы и африканцы стали требовать самоуправления, в результате в 1920 году Кения стала коронной колонией.

## Информация из «Энциклопедического словаря Брокгауза и Ефрона»
Граничит на востоке с прибрежной полосой, принадлежащей султану занзибарскому, которая отделяла эти владения Великобритании от Индийского океана; на севере с рекой Тана до 0° 20′ ю. ш.; оттуда граница шла по прямой линии до пересечения экватора с 38° в. д., затем по прямой же линии до пересечения 1° с. ш. с 37° в. д. Южная граница шла под 5° ю. ш. по речке Умба, впадающей в Индийский океан. В северо-западном направлении граница шла к озеру Иипе, откуда она, огибая горы Килиманджаро, направлялась на северо-восток, а затем опять на северо-запад, к озеру Укереве, которого достигает под 1° ю. ш. От узкой прибрежной полосы страна быстро поднималась террасами к внутреннеафриканским плато, где в соседстве с озером Баринго возвышаются разрозненные горные хребты: Киулу, Улу, Кениа (достигает высоты в 5500 м) и ряд других.
Из озёр, кроме упомянутых Баринго и Укереве, располагались к востоку от последнего: Наиваша, Накуро и Эльметейта. Из рек значительными являются: Тана, Мукова-Мангуда, мало исследованная Гуазо-Нииро, Сабаки и другие. Важнейшие области этой обширной страны: Гирияма, Сабаки, Укамба, Улу, Кикую.
Население принадлежит к племени Галла; кроме того, в западную часть вторгаются с юга массаи и на западе же живут ещё негритянские племена. В указанных пределах страна эта в конце 1886 года стала предметом соглашения между Германией и Англией, и последняя передала свои верховные права на неё Восточной англо-африканской компании, которая по договору с занзибарским султаном получила в своё управление и принадлежащую последнему прибрежную полосу, а затем и другие принадлежавшие Занзибару области, именно: Кисмаю, Барава, Мерка и Могдушу. В противовес стремлению к расширению сферы английского влияния на севере, Германия в конце 1889 года присоединила к своим владениям прибрежную область Сомали, к северу от Виту.